# Poitiers-i Egyetem
A Poitiers-i Egyetem (franciául: Université de Poitiers) egyetem a franciaországi Poitiers-ben. A bizottság elnöke jelenleg Yves Jean professzor. 2015 óta tagja a Leonardo da Vinci Összevont Egyetemnek.

## Története
Franciaország egyik legrégebbi egyeteme. Az 1431-ben alapított intézményt VII. Károly francia király kívánta létrehozni, hogy megjutalmazza a Poitou tartomány által mindig is tanúsított hűséget. Az egyetem eredetileg öt karból állt: teológiai, kánonjogi, polgári jogi, orvosi és bölcsészettudományi karokból.
A 16. században nagy hatással volt a város kulturális életére, a második legnagyobb befolyással bíró egyetem volt Párizs után. A korabeli 4000 hallgató közül néhányán később nagy hírnevet szereztek maguknak: Joachim Du Bellay, Jean-Louis Guez de Balzac, François Rabelais, René Descartes és Scévole de Sainte-Marthe.
A francia forradalom ideje alatt az egyetemet bezárták, (mivel a tartományi egyetemeket megszüntették a forradalom miatt) majd 1796-ban újra megnyílt. Az újranyitott egyetem több karból egyesült és új karokkal (természettudományi és bölcsészettudományi) működött tovább.

## Híres hallgatók

### Középkor
- Johannes Reuchlin
- François Rabelais
- René Descartes
- Joachim du Bellay
- Pierre de Ronsard
- François Viète
- Georges Vacher de Lapouge
- Emmanuel Lévinas

### Modernkor
- Emmanuel Lévinas
- Saskia Sassen, amerikai szociológus, közgazdász
- Roger Garaudy
- Georges Vacher de Lapouge